# Yuka Fujimori
Yuka Fujimori (jap. 藤森 由香, Fujimori Yuka; * 11. Juni 1986 in Nagawa) ist eine ehemalige japanische Snowboarderin.

## Werdegang
Fujimori begann ihre Karriere in der Disziplin Snowboardcross und debütierte im Februar 2004 in Joetsu-kokusai im Snowboard-Weltcup. Dabei errang sie die Plätze 33 und 25. Bei den Snowboard-Juniorenweltmeisterschaften 2004 in Oberwiesenthal wurde sie Zehnte und im folgenden Jahr in Zermatt Fünfte. Im Oktober 2005 erreichte sie mit Platz fünf in Saas-Fee ihre erste Top-Zehn-Platzierung im Weltcup.
Bei den Olympischen Winterspielen 2006 in Turin kam Fujimori auf den siebten Platz. Im folgenden Jahr belegte sie bei den Snowboard-Weltmeisterschaften 2007 in Arosa den 25. Platz. Bei den Snowboard-Weltmeisterschaften 2009 in Gangwon gelang ihr der 22. Platz. Zu Beginn der Saison 2010/11 kam sie in Lech am Arlberg mit dem dritten Platz erstmals im Weltcup aufs Podest. Im weiteren Saisonverlauf erreichte sie drei Top-Zehn-Platzierungen und zum Saisonende den zehnten Rang im Snowboardcross-Weltcup. Beim Saisonhöhepunkt den Snowboard-Weltmeisterschaften 2011 in La Molina gelang ihr der 12. Platz. In der Saison 2011/12 kam sie bei sechs Weltcupstars, dreimal unter die ersten Zehn und errang damit den zehnten Platz im Snowboardcross-Weltcup. Im Jahr 2012, 2013 und 2014 wurde sie japanische Meisterin im Snowboardcross. In der folgenden Saison belegte sie mit drei Top-Ten-Ergebnisse erneut den zehnten Rang im Snowboardcross-Weltcup. Bei den Snowboard-Weltmeisterschaften 2013 in Stoneham lief sie auf den 16. Platz. Nach Platz 11 und Platz 10 zu Beginn der Saison 2013/14, belegte sie mit drei vierten und einen fünften Platz zum Saisonende den vierten Platz im Snowboardcross-Weltcup. Beim Saisonhöhepunkt den Olympischen Winterspielen 2014 in Sotschi errang sie den 22. Platz. Im folgenden Jahr gelang ihr bei den Snowboard-Weltmeisterschaften 2015 am Kreischberg der 11. Platz.
Ab der Saison 2015/16 startete Fujimori in den Freestyledisziplinen. Dabei wurde sie im März 2016 japanische Meisterin im Slopestyle. In der Saison 2016/17 siegte sie beim Thredbo Slopestyle, beim Thredbo Big Air und im Slopestyle beim Spring Battle in Flachauwinkl. Zudem errang sie im Slopestyle beim Total Fight in Grandvalira. Im Weltcup errang sie mit fünf Top-Ten-Platzierungen den 14. Platz im Freestyle-Weltcup. Bei den Snowboard-Weltmeisterschaften 2017 in Sierra Nevada kam sie auf den 31. Platz im Big Air und auf den achten Rang im Slopestyle. In der Saison 2017/18 siegte sie im Slopestyle beim Grandvalira Total Fight und belegte beim Spring Battle in Flachauwinkl den zweiten Platz im Slopestyle. Bei den Olympischen Winterspielen 2018 in Pyeongchang im erstmals im Rahmen der olympischen Snowboard-Bewerbe ausgetragenen Big Air erreichte sie am 22. Februar hinter Anna Gasser den siebten Platz und im Slopestyle den neunten Rang. In ihrer letzten aktiven Saison 2018/19 siegte sie im Slopestyle beim Spring Battle in Flachauwinkl und errang beim Grandvalira Total Fight den zweiten Platz im Slopestyle. Zudem wurde sie bei den Winter-X-Games 2019 in Aspen Fünfte im Big Air.

## Snowboardcross-Weltcup-Gesamtplatzierungen
| Saison  | Platz | Punkte |
| ------- | ----- | ------ |
| 2004/05 | 43.   | 150    |
| 2005/06 | 26.   | 744    |
| 2006/07 | 24.   | 360    |
| 2007/08 | 20.   | 910    |
| 2008/09 | 21.   | 960    |
| 2009/10 | 16.   | 1000   |
| 2010/11 | 10.   | 1850   |
| 2011/12 | 10.   | 1650   |
| 2012/13 | 10.   | 1760   |
| 2013/14 | 4.    | 2450   |